# Узкокрылые моли
Узкокрылые моли, или момфиды (лат. Momphidae) — семейство молевидных бабочек.

## Описание
Бабочки мелкие, с размахом крыльев 7—20 мм. В покое сидят, прижавшись всем телом к субстрату. Голова в плотно прилегающих чешуйках, лоб слабо выпуклый. Усики от 2/3 до 3/4 длины переднего крыла, нитевидные. Челюстные щупики маленькие, 3-члениковые, обвернуты вокруг основания хоботка. Губные щупики довольно длинные, дуговидно изогнутые Хоботок незначительно длиннее губных щупиков. Передние крылья узколанцетовидные, почти всегда с 2 крупными пучками приподняты ими. Жилкование полное.
Активны в сумерках перед заходом и на восходе солнца. Период лёта обычно растянут. Яйца размещаются на кормовые растения одиночно; общая плодовитость достигает 100 яиц. Зимуют, как правило, бабочки. Характерная экологическая особенность — тесная связь с растениями семейства кипрейных: на них питаются гусеницы более 90 % известных видов. Представителей семейства можно встретить практически во всех биотопах с участием этих растений. Преобладает узкая олигофагия. Образ жизни гусеницы весьма разнообразен и включает минирование листьев, галлообразование, реже обитание на подземных частях стеблей, между сплетенных листьев или в плодах. Иногда в ходе онтогенеза образ жизни гусениц меняется.

## Ареал и виды
Небольшое семейство, насчитывающее в мировой фауне не более 100 видов. Распространение преимущественно голарктическое, ряд видов встречается и горах Южной Америки. Небольшие эндемичные роды описаны из Австралии, Новой Зеландии и с островов Хуан-Фернандес.

## Подсемейства
- Blastobasinae
- Coleophorinae
- Momphinae
- Pterolonchinae

## Роды
- Anchimompha
- Anybia
- Batrachedrodes
- Batrachedropsis
- Bifascia
- Coccidiphila
- Cyphophora
- Desertidacna
- Gracilosia
- Inflataria
- Isorrhoa
- Lacciferophaga
- Laverna
- Leucophryne
- Licmocera
- Lienigia
- Lophoptilus
- Mompha
- Moriloma
- Patanotis
- Phalaritica
- Psacaphora
- Semeteria
- Synallagma
- Tenuipenna
- Urodeta